# Rien à branler (album)
Pour la licence publique, voir WTFPL.
Albums de Lorenzo
Empereur du sale
(2016) Sex in the City
(2019)
Rien à branler est le 2e album studio du rappeur français Lorenzo sorti en 2018. L'album est certifié disque de platine en France.

## Pistes
| 1.  | Les ovni                                  | Lorenzo, Gabriel Cabanal                                           | Savaane          | 2:36 |
| 2.  | Carton rouge                              | Oliver Lesnicki, Karl Abjibadé, Lorenzo, Junior Bula Monga         | Junior A la Prod | 3:06 |
| 3.  | Champagne & pétou (feat. Charles Vicomte) | Karl Abjibadé, Lorenzo, Charles Vicomte, Beni Mosabu               | H8mkrz           | 2:40 |
| 4.  | Tu le C                                   | Oliver Lesnicki, Lorenzo, Nicolas Zita                             | Pyroman          | 2:47 |
| 5.  | Faudrait                                  | Lorenzo, Chaman Beat                                               | Chaman           | 3:39 |
| 6.  | Bizarre (feat. Vald)                      | Vald, Lorenzo, Samuel Taieb                                        | Seezy            | 3:50 |
| 7.  | Bizness                                   | Olivier Lesnicki, Soriba Konde, Kevin Kali, Karl Abjibadé, Lorenzo | Double X         | 2:48 |
| 8.  | Ouais mon gars                            | Lorenzo, Maxwell Nichols                                           | MJ Nichols       | 3:15 |
| 9.  | Ce genre (feat. Columbine)                | Kevin Kali, Karl Abjibadé; Lujipeka, Foda C, Chaman, Lorenzo       | Double X         | 3:18 |
| 10. | Le son qui fait plaiz                     | Lorenzo, Lyes Taha                                                 | Clyde P          | 1:42 |
| 11. | Suce la bite                              | Lorenzo, Josh Petruccio, Beck Norling                              | Josh Petruccio   | 3:14 |
| 12. | Bouteille d'eau                           | Lorenzo, Tim Lykke Laursen                                         | Ty Rose          | 2:56 |
| 13. | Fume à fond                               | Le Motif, Lorenzo, Nicolas Zita                                    | Pyroman          | 3:02 |
| 14. | Rien à branler                            | Lorenzo, Josh Rosinet                                              | Josh Rosinet     | 2:44 |

## Titres certifiés en France
- Carton rouge  Platine
- Tu le C  Platine [1]
- Bizarre  Platine [2]
- Bizness  Or [3]
- Le son qui fait plaiz  Or [4]
- Fume à fond  Diamant [5]
- Ce genre-Feat Columbine  Or[3]

| Classement (2018)            | Meilleure position |
| ---------------------------- | ------------------ |
| Belgique (Flandre Ultratop)  | 184                |
| Belgique (Wallonie Ultratop) | 4                  |
| France (SNEP Megafusion)     | 1                  |
| Suisse (Schweizer Hitparade) | 10                 |

## Certification
| Région                                                                                                 | Certification | Ventes/Streams |
| --- | ------------- | -------------- |
| France (SNEP)                                                                                          | 2 × Platine   | 200 000        |
| *Ventes selon la certification ^Mise en rayon selon la certification xNon précisé par la certification |               |                |